# Yamaha YZF R-125
Yamaha YZF R-125 je silniční sportovní motocykl, vyvinutý firmou Yamaha, vyráběný od roku 2008. Motor je čtyřdobý kapalinou chlazený stojatý čtyřventilový jednoválec SOHC.
Výhodou je ryze sportovní vzhled, špičkový motor s nejlepšími výkony ve své třídě, velmi dobrá životnost, nízká spotřeba, účinné brzdy a dobrý podvozek, nevýhodou poměrně rychlé opotřebení řetězu a brzdového obložení.
Také lze používat od 16 let.

## Technické parametry
- Rám: ocelový páteřový
- Suchá hmotnost: 127 kg
- Pohotovostní hmotnost: 138 kg
- Maximální rychlost: 140 km/h
- Spotřeba paliva: 2,5 l/100 km